# Karel Tocl
Karel Tocl (* um 1891 in Prag; † 1987 ebenda) war ein tschechoslowakischer Radrennfahrer und Funktionär im Radsport.

## Sportliche Laufbahn
Tocl gilt in der Geschichte der Internationalen Friedensfahrt gemeinsam mit dem polnischen Journalisten Zygmunt Weiss als Begründer und „Erfinder“ dieses Etappenrennens. Tocl war nach dem Zweiten Weltkrieg Leiter des Busbahnhofes in Prag und ehrenamtlich als Kampfrichter und Organisator im Radsport tätig. Er berichtete auch über die Rennen in verschiedenen Zeitungen und arbeitete ehrenamtlich als Radsportjournalist. Tocl selbst war zunächst Radrennfahrer und holte 1911 seine ersten Siege. Er startete für Sparta Prag. Nach dem Ersten Weltkrieg wandte er sich der Leichtathletik zu und gewann die nationale Meisterschaft im 1500-Meter-Lauf. Er wurde Mitglied der Nationalmannschaft und startete in Länderkämpfen über die Mittelstrecken. Nach einigen Jahren kehrte er zum Radsport zurück und gewann bis 1926 71 Rennen im Straßenradsport und im Bahnradsport.
Nach dem Zweiten Weltkrieg betätigte er sich als Wettkampfrichter im Radsport und organisierte Rennen. Der tschechoslowakische Radsportverband beauftragte Tocl 1947 mit den Planungen und der Organisation eines Etappenrennens von Prag nach Warschau, das für 1948 geplant war. Tocl fuhr mit Weiss die möglichen Strecken für dieses Rennen und die gleichzeitig geplante Rundfahrt von Warschau nach Prag ab. Bedingt durch die massiven Kriegsschäden der Straßen musste viel improvisiert werden. Dies betraf auch die Unterbringung der Fahrer, da nur sehr wenige Hotels in den Etappenorten verfügbar waren. Tocl und Weiss waren auch für die Organisation beider Rennen insgesamt verantwortlich und stellten die gesamte Logistik zusammen. Bis in die Mitte der 1950er Jahre war Tocl in verschiedenen Funktionen in der Organisation der Friedensfahrt tätig. Tocl war Ehrengast der Friedensfahrt 1987 und verstarb kurz darauf in seiner Heimatstadt.